# Chimarra argentella
Chimarra argentella är en nattsländeart som beskrevs av Georg Ulmer 1906. Chimarra argentella ingår i släktet Chimarra och familjen stengömmenattsländor. Inga underarter finns listade i Catalogue of Life.